# Coppa di Jugoslavia (pallacanestro maschile)
La Coppa di Jugoslavia di pallacanestro è stato un trofeo nazionale della Repubblica Socialista Federale di Jugoslavia prima, e della Repubblica Federale di Jugoslavia poi, organizzato annualmente dal 1969 al 2002.

## Vittorie

### Coppa della Repubblica Socialista Federale di Jugoslavia
- 1959  Železničar Lubiana
- 1960  OKK Belgrado
- 1962  OKK Belgrado
- 1969  Lokomot. Zagabria
- 1970  Zara
- 1971  Stella Rossa
- 1972  Jugoplastika
- 1973  Stella Rossa
- 1974  Jugoplastika
- 1975  Stella Rossa
- 1976  Radnički Belgrado
- 1977  Jugoplastika
- 1978  Bosna
- 1979  Partizan
- 1980  Cibona Zagabria
- 1981  Cibona Zagabria
- 1982  Cibona Zagabria
- 1983  Cibona Zagabria
- 1984  Bosna
- 1985  Cibona Zagabria
- 1986  Cibona Zagabria
- 1987  IMT Belgrado
- 1988  Cibona Zagabria
- 1989  Partizan
- 1990  Jugoplastika
- 1991  Jugoplastika
- 1992  Partizan

### Coppa della Repubblica Federale di Jugoslavia
- 1993  OKK Belgrado
- 1994  Partizan
- 1995  Partizan
- 1996  Budućnost
- 1997  FMP Železnik
- 1998  Budućnost
- 1999  Partizan
- 2000  Partizan
- 2001  Budućnost
- 2002  Partizan